# Bugs Bunnys Baumeister
Bugs Bunnys Baumeister (Originaltitel: Bugs Bunny Builders) ist eine US-amerikanische Zeichentrickserie von Warner Bros. Animation aus dem Jahr 2022. Die Serie ist auf ein jüngeres Publikum ausgerichtet und konzentriert sich auf die Looney Tunes, die Baumeister sind und zusammen Dinge bauen, wobei es aber chaotisch zu geht. Die Erstausstrahlung war am 25.  Juli 2022 auf dem englischen Cartoon Network und die deutsche Erstausstrahlung war am 1. April 2023 auf Cartoonito.

## Handlung
Die Looney Tunes Bugs Bunny, Daffy Duck, Lola Bunny, Schweinchen Dick und Tweety sind ein kleines Team von Baumeistern, der ACME Construction Company. Als Team helfen sie ihren Freunden in Looneyburg und realisieren allerlei verrückte Bauunternehmungen mit ihren Fahrzeugen und Werkzeugen. Doch als Looney Tunes, kommt es auch oft zu chaotischen Momenten, wo man besonders als Team zusammenhalten muss.

## Synchronisation
| Rolle                       | Englischer Sprecher   | Deutscher Sprecher        |
| --------------------------- | --------------------- | ------------------------- |
| Bugs Bunny                  | Eric Bauza            | Sven Plate                |
| Lola Bunny                  | Chandni Parekh        | Ilona Otto                |
| Daffy Duck                  | Eric Bauza            | Gerald Schaale            |
| Schweinchen Dick            | Bob Bergen            | Santiago Ziesmer          |
| Tweety                      | Eric Bauza            | Tanja Geke                |
| Sylvester                   | Jeff Bergman          | Michael Pan               |
| Petunia Pig                 | Alex Cazares          |                           |
| Taz, der tasmanische Teufel | Fred Tatasciore       |                           |
| Fohhorn Leghorn             | Jeff Bergman          | Dirk Bublies              |
| Cecil, die Schildkröte      | Bob Bergen            | Stefan Staudinger         |
| Bizzy Buzzard               | Charlie Townsend      | Nina Schatton             |
| Gertie Maus                 | Candi Milo            | Cathlen Gawlich           |
| Junior Bär                  | Ben Diskin            | Lucas Wecker              |
| Mac                         | Max Mittelman         | Rainer Fritzsche          |
| Mama Bär                    | Stephanie Southerland | Eva-Maria Werth           |
| Penelope                    | Salli Saffioti        | Christin Marquitan        |
| Wile E. Coyote              | Keith Ferguson        | Sebastian Christoph Jacob |
| Tosh                        | Noshir Dalal          | Rainer Fritzsche          |
| Ron                         | Vincent Tong          | Philipp Lind              |

## Folgen
Staffel 1 (2022–)
| Nr. (Staffel) | Nr. (Folge) | Deutscher Titel                  | Originaltitel         | Erstausstrahlung   | Deutschsprachige Erstausstrahlung |
| ------------- | ----------- | -------------------------------- | --------------------- | ------------------ | --------------------------------- |
| 1             | 1           | Rutsch-Party                     | Splash Zone           | 25. Juli 2022      | 26. April 2023                    |
| 1             | 2           | Ein Eis für Taz                  | Ice Creamed           | 25. Juli 2022      | 25. April 2023                    |
| 1             | 3           | Das große Rennen                 | Race Track Race       | 25. Juli 2022      | 25. April 2023                    |
| 1             | 4           | Angst vor dem Dino               | Dino Fright           | 25. Juli 2022      | 24. April 2023                    |
| 1             | 5           | Ein cooles Haus                  | Snow Cap              | 25. Juli 2022      | 27. April 2023                    |
| 1             | 6           | Tweetys Karussell                | Tweety-Go-Round       | 25. Juli 2022      | 28. April 2023                    |
| 1             | 7           | Abriss-Tag                       | Smash House           | 25. Juli 2022      | 29. April 2023                    |
| 1             | 8           | Ein Spielplatz für alle          | Play Day              | 25. Juli 2022      | 29. April 2023                    |
| 1             | 9           | Ein steiniger Auftrag            | Rock On               | 26. September 2022 | 26. April 2023                    |
| 1             | 10          | Hoch hinaus                      | Buzz In               | 27. September 2022 | 27. April 2023                    |
| 1             | 11          | Der Bücherturm                   | Stories               | 28. September 2022 | 28. April 2023                    |
| 1             | 12          | Alles Käse!                      | Cheesy Peasy          | 29. September 2022 | 02. April 2023                    |
| 1             | 13          | Im Auftrag der Wissenschaft      | Looney Science        | 30. September 2022 | 03. Mai 2023                      |
| 1             | 14          | Tief im Wald                     | Big Feet              | 31. Oktober 2022   | 01. Mai 2023                      |
| 1             | 15          | Ordentlich aussortiert           | Squirreled Away       | 01. November 2022  | 03. Mai 2023                      |
| 1             | 16          | Die schönste Sandburg            | Beach Battle          | 02. November 2022  | 02. Mai 2023                      |
| 1             | 17          | Herr der Rohre                   | Game Time             | 03. November 2022  | 01. Mai 2023                      |
| 1             | 18          | Geduld im Gewächshaus            | Soup Up               | 04. November 2022  | 02. Mai 2023                      |
| 1             | 19          | Das Looneyburger Lichterfest (1) | Looneyburg Lights (1) | 05. Dezember 2022  | 30. April 2023                    |
| 1             | 20          | Das Looneyburger Lichterfest (2) | Looneyburg Lights (2) | 05. Dezember 2022  | 30. April 2023                    |

### Staffel 2
| Nr. (Staffel) | Nr. (Folge) | Deutscher Titel          | Originaltitel          | Erstausstrahlung | Deutschsprachige Erstausstrahlung |
| ------------- | ----------- | ------------------------ | ---------------------- | ---------------- | --------------------------------- |
| 2             | 1           | Die Osterhasen           | The Easter Bunnies     | 25. März 2024    | 10. Juni 2024                     |
| 2             | 2           | Ein eigenes Zimmer       | Junior                 | 26. März 2024    | 10. Juni 2024                     |
| 2             | 3           | Der Looney-Mond          | Looney Moon            | 27. März 2024    | 11. Juni 2024                     |
| 2             | 4           | Ausflug in den Wald      | Glamp Out              | 28. März 2024    | 11. Juni 2024                     |
| 2             | 5           | Weltraummission          | Outer Space            | 29. März 2024    | 12. Juni 2024                     |
| 2             | 6           | Ein Zirkuszelt für Zippy | The Great Flying Flea  |                  | 12. Juni 2024                     |
| 2             | 7           | Die Schnupfnase          | The Snuffles           |                  | 13. Juni 2024                     |
| 2             | 8           | Ein regnerischer Tag     | Rainy Day              |                  | 13. Juni 2024                     |
| 2             | 9           | Die Looney-Spiele        | Looney Games           |                  | 14. Juni 2024                     |
| 2             | 10          | Bugs und die Bohnenranke | Bugs And The Beanstalk |                  | 14. Juni 2024                     |

Shorts
| Nr. (Staffel) | Nr. (Folge) | Deutscher Titel       | Originaltitel               | Erstausstrahlung          | Deutschsprachige Erstausstrahlung |
| ------------- | ----------- | --------------------- | --------------------------- | ------------------------- | --------------------------------- |
|               | 1           | Spuk in der Garage    | Haunted Garage!             | 27. Oktober 2022 (Online) | 07. April 2023                    |
|               | 2           | Bugs Bunny Boogie     | Bugs Bunny Boogie           | 02. Januar 2023           | 10. April 2023                    |
|               | 3           | Schnallt euch an!     | Buckle Up                   | 09. Januar 2023           | 11. April 2023                    |
|               | 4           | Das Mond-Neujahrsfest | Lunar New Year              | 17. Januar 2023           | 06. April 2023                    |
|               | 5           | Schweinegut           | Porky Perfect               | 23. Januar 2023           | 12. April 2023                    |
|               | 6           | Superente             | Awesome Duck                | 30. Januar 2023           | 13. April 2023                    |
|               | 7           | Klein aber Oho        | Don’t Be Fooled By His Size | 02. Februar 2023          | 14. April 2023                    |
|               | 8           | Bauhelm-Zeit          | Hard Hat Time               | 13. Februar 2023          | 09. April 2023                    |
|               | 9           | Der Musik-Knopf       | Boogie Button               | 20. März 2023             | 01. April 2023                    |
|               | 10          | Autowäsche            | Car Wash                    | 24. April 2023            | 25. April 2023                    |
|               | 11          | Daffys Spa            | Daffy’s Spa                 | 22. Mai 2023              | 03. April 2023                    |
|               | 12          | Mittagspause          | Lunch Break                 |                           | 04. April 2023                    |
|               | 13          | Limonade              | Lemonade                    |                           | 05. April 2023                    |
|               | 14          | Wo steckt Bugs?       | Hide N’ Seek                |                           | 08. April 2023                    |